# Habichtswald (Hesse)
Habichtswald é um município da Alemanha, situado no distrito de Kassel, no estado de Hesse. Tem 28,21 km² de área, e sua população em 2019 foi estimada em 5.114 habitantes.